# Kalicinita
La kalicinita és un mineral de la classe dels carbonats. Rep el seu nom de la seva composició química, contenint potassi (kalium, en llatí).

## Característiques
La kalicinita és un carbonat de fórmula química KHCO₃. Cristal·litza en el sistema monoclínic. Es troba com un agregat massiu de cristalls diminuts. La seva duresa a l'escala de Mohs es troba entre 1 a 2, sent un mineral tou.
Segons la classificació de Nickel-Strunz, la kalicinita pertany a «05.AA - Carbonats alcalins, sense anions addicionals, sense H₂O» juntament amb els següents minerals: zabuyelita, natrita, gregoryita, nahcolita, teschemacherita i wegscheiderita.

## Formació i jaciments
Va ser descoberta l'any 1865 a Chippis, Sierre (Valais, Suïssa), sota un arbre mort com a producte de descomposició d'origen recent. També ha estat descrita a la mina Niobec, a Saint-Honoré (Quebec, Canadà), al massís de Khibiny (óblast de Múrmansk, Rússia), a Alnö (Medelpad, Suècia) i a Long Shop (Virgínia, Estats Units).